# Werner Holländer
Werner Wolfgang Holländer (* 2. August 1914 in Köln; † 30. Mai 1944 in Frankfurt am Main) war ein Opfer des NS-Regimes. Der in Kassel lebende und bei Henschel arbeitende Ingenieur ungarischer Staatsangehörigkeit wurde am 20. April 1943 vom Sondergericht beim Oberlandesgericht Kassel wegen „Rassenschande“ zum Tode verurteilt und am 30. Mai des folgenden Jahres enthauptet.

## Verurteilung
Der Diplom-Ingenieur Werner Holländer, in Deutschland geboren und als Kind evangelisch getauft, hatte erst 1941 erfahren, dass seine Eltern jüdischer Abstammung waren. Ihm wurde vorgeworfen, sich danach in vier Fällen der „Rassenschande“ schuldig gemacht zu haben.
Das rassenpolitisch begründete Todesurteil wurde am 20. April 1943 nach dreistündiger Verhandlung von den Richtern Fritz Hassencamp und Edmund Kessler gefällt; als Beisitzer hatte der Oberlandesgerichtsrat Bernhardt für ein milderes Urteil votiert. Als Strafmaß für „Rassenschande“ sah das Gesetz Gefängnis- oder Zuchthausstrafe vor. Die Richter konstruierten ein Todesurteil, indem sie den bislang unbestraften Angeklagten als „gefährlichen Gewohnheitsverbrecher“ einstuften, und befanden im Urteil:
„Es ist nach deutschem Rechtsempfinden ein Gebot gerechter Sühne, dass der Angeklagte, der während eines Krieges Deutschlands mit den Anhängern des Weltjudentums die deutsche Rassenehre in den Schmutz zu treten wagte, vernichtet wird.“
„Für Verbrecher dieser Art kann es… nur eine Strafe geben, die Todesstrafe“

## Verfahren wegen Rechtsbeugung
Zwei der Richter mussten sich nach dem Krieg für dieses Urteil vor Gericht verantworten. Im Juni 1950 verneinte das Landgericht Kassel aber den Vorwurf der Rechtsbeugung und sprach die angeklagten Richter frei. Das Landgericht attestierte in seiner Entscheidung unter Aktenzeichen vom 28. Juni 1950 dem Sonderrichter Kessler als Verfasser des Holländer-Urteils vom 20. April 1943, dass er „der wohl befähigtste Jurist in Kassel“ gewesen sei, mit dem Wunsch, „eine besondere juristische Leistung zu vollbringen“. Zudem führt das Landgericht Kassel in der Urteilsverkündung die folgende Erkenntnis aus:
„Die Gesetze, die damals galten, waren verbindlich für die Gerichte, ihre Anwendung kann für sich noch keine Rechtsbeugung darstellen. Holländer ist einmal der Rassenschande in vier Fällen für schuldig befunden worden. Die Anwendung des Blutschutzgesetzes ist damals ohne Zweifel zu Recht erfolgt.“
Richter Kessler – so das Kassler Landgericht – sei von dem Satz „Recht ist, was dem Volke nutzt“, durchdrungen gewesen und „mag auch im Fall Holländer geglaubt haben, es sei ein Gebot gerechter Sühne, Holländer zum Wohle des Volkes zu verurteilen und auszumerzen“. Ihm sei keine „Bewusste Rechtsbeugung“ nachzuweisen. Der Vorsitzende Richter drohte damit, den Gerichtssaal durch die Polizei räumen zu lassen, weil große Unruhe im Saal ausbrach.
Der Staatsanwalt strengte im Februar 1951 ein Revisionsverfahren vor dem Oberlandesgericht Frankfurt an. Es kam im Oktober 1951 zu einem neuen Verfahren vor dem Landgericht Kassel. Das Gericht stufte am 28. März 1952 das Todesurteil als Fehlurteil ein, verneinte jedoch den Tatbestand der „Rechtsbeugung“ und sprach die Richter frei. Während anderen NS-Verbrechern in ihren Verfahren die fanatische politische Verblendung einer extrem nationalsozialistischen Einstellung zum Nachteil ausgelegt wurde, wurde hier im Freispruchsurteil diese Haltung und Handlungsmotivation zu Gunsten der Richter Hassencamp und Kessler ausgelegt, und zwar derart, dass sie „überzeugte, ja fanatische Nationalsozialisten waren“ und daher „die Möglichkeit der Rechtsblindheit, basierend auf politischer Verblendung … nicht auszuschließen“ war.

## Radiosendung
- Horst Meier: Er war lebenslustig, manchmal gierig nach Leben. Der NS-Justizmord an Werner Holländer. Radiofeature, SWR 2/Deutschlandfunk, 31. März/20. April 1999.